# The Method Actors
The Method Actors waren eine New-Wave-Gruppe aus Athens, Georgia, die von Vic Varney Ende der 1970er Jahre gegründet wurde. Sie traten erstmals 1979 auf. Sie veröffentlichten zwei Alben und mehrere Singles zwischen 1980 und 1983.

## Diskografie

### Singles und EPs
- This Is It mit: The Method / Can’t Act / Bleeding (7" ep, AS006 – Armageddon Records, 1980)
- Rhythms of You: Distortion / Privilege / Dancing Underneath / No Condition / She / You / My Time (10" ep, AEP12005 – Armageddon Records, 1981)
- Dancing Underneath (12" EP, DB, 1981)
- Rang-a-Tang / Big Red Brain (7", P1004 – Press Records, 1981)
- Live in a Room! (EP, Press Records, 1983)

### Alben
- Little Figures (Doppel-LP, MAD1 – Armageddon Records, 1981)
- Little Figures (LP, Press Records, 1982)
- Luxury (LP, Press Records, 1983)